# مجلس قضاء جيجل
مجلس قضاء جيجل. أنشأ بموجب الأمر 73-74 المؤرخ في 12 جويلية 1974 والذي يتضمن إحداث مجالس قضائية. يقع مجلس جيجل في شارع أول نوفمبر بجيجل.